# Чичек, Тунахан
Тунахан Чичек (род. 12 мая 1992 года, Арбон) — швейцарско-турецкий футболист, полузащитник турецкого клуба «Бетмен».

## Карьера
Профессиональная карьера Чичека началась в сезоне 2009/10 в швейцарском клубе «Санкт-Галлен». Пробыв без клуба полсезона с лета 2013 года, в феврале 2014 года подписал контракт с клубом «Винтертур».
Летом 2016 года подписал контракт «Болуспором».
В сезон 2018/2019 перешёл в «Нёвшатель Ксамакс», по ходу сезона вернулся в «Шаффхаузен» на правах аренды.
После окончания аренды Тунахан Чичек перешёл в лихтенштейнский клуб «Вадуц». В свой первый сезон за «Вадуц» Чичек провел 35 матчей в Челлендж лиге и стал лучшим бомбардиром своего клуба, забив 12 голов. «Вадуц» занял второе место в финальной таблице и вышел в стыковые матчи против «Туна». Чичек забил два гола и помог своему клубу выйти в Швейцарскую Суперлигу.
В январе 2024 года покинул «Вадуц» после 150-и игр в его составе и вновь подписал контракт с турецким клубом «Болуспор», выступавшим в Первой лиге.